# Geländer

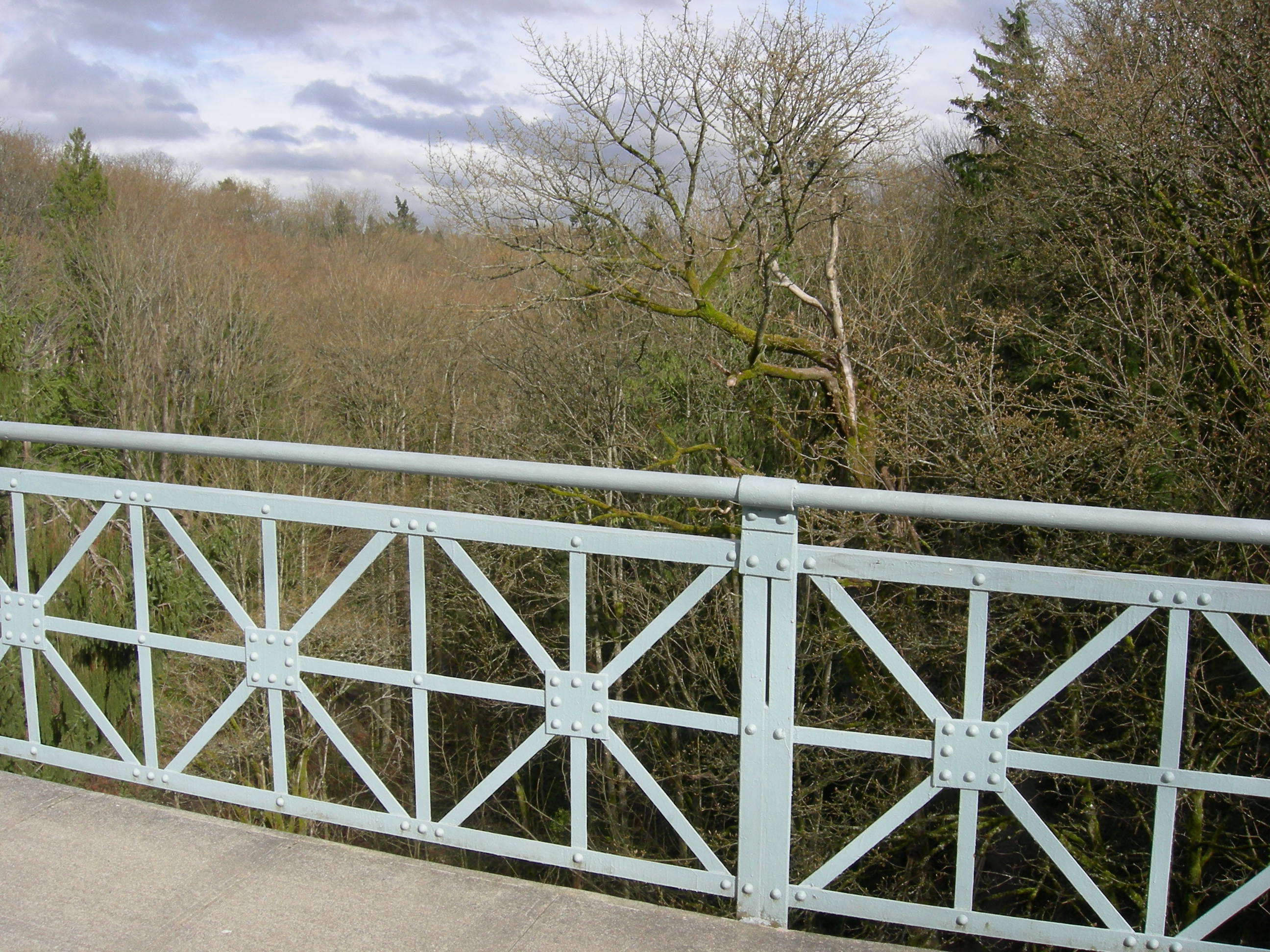
Brückengeländer

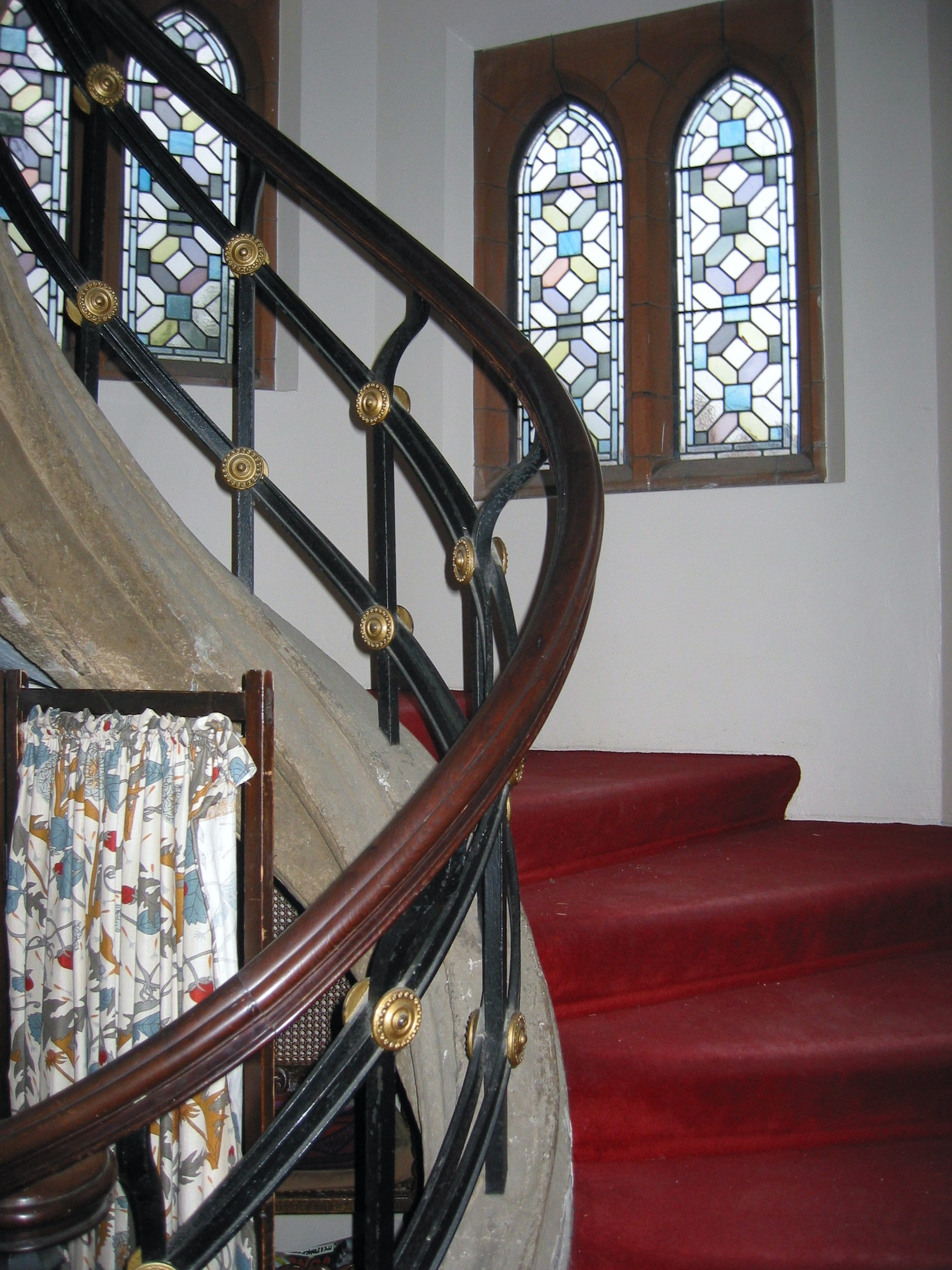
Treppengeländer an einer Wendeltreppe

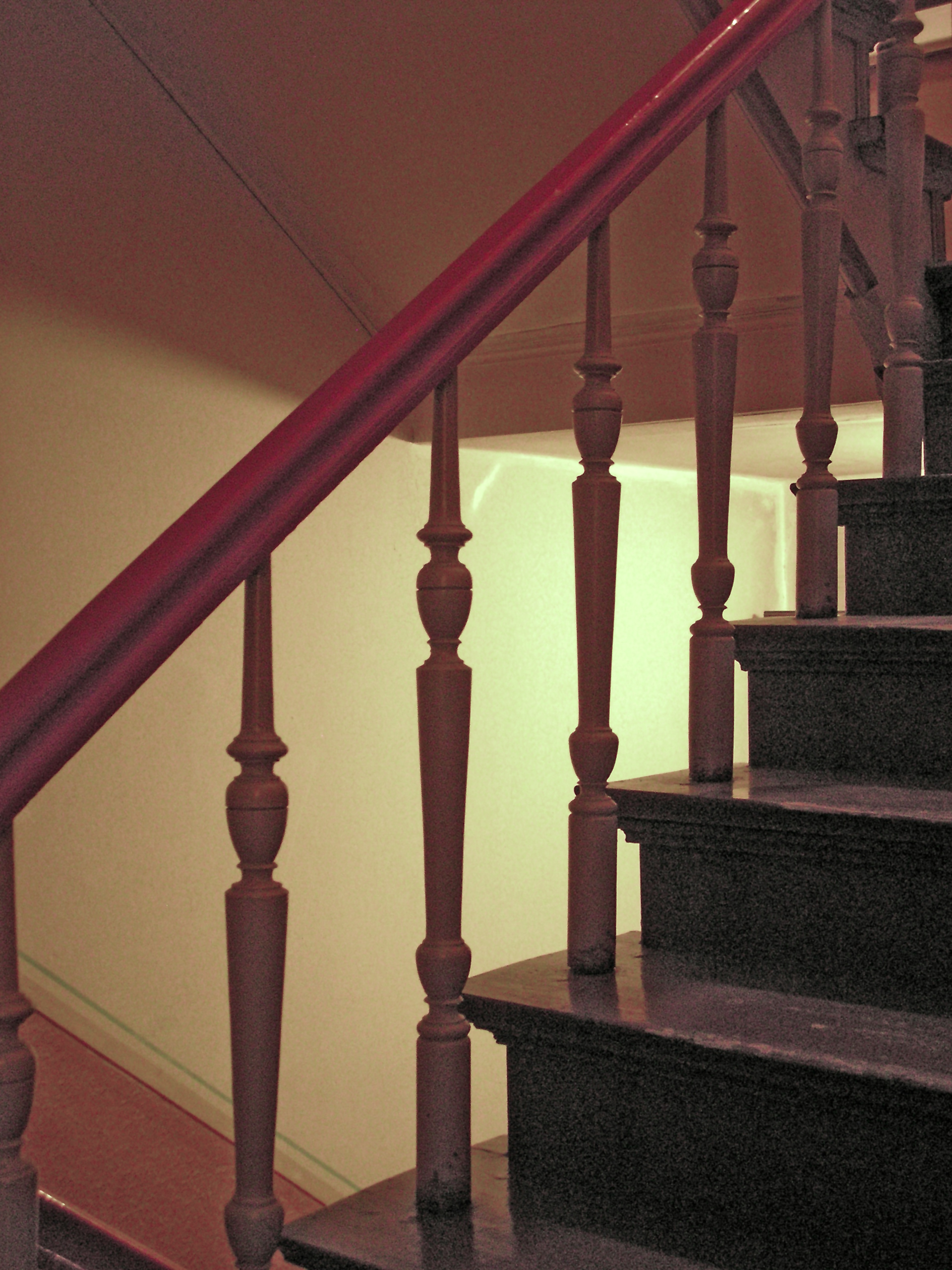
Hölzernes Treppengeländer mit Traljen aus der Zeit um 1900 in einem deutschen Mietshaus

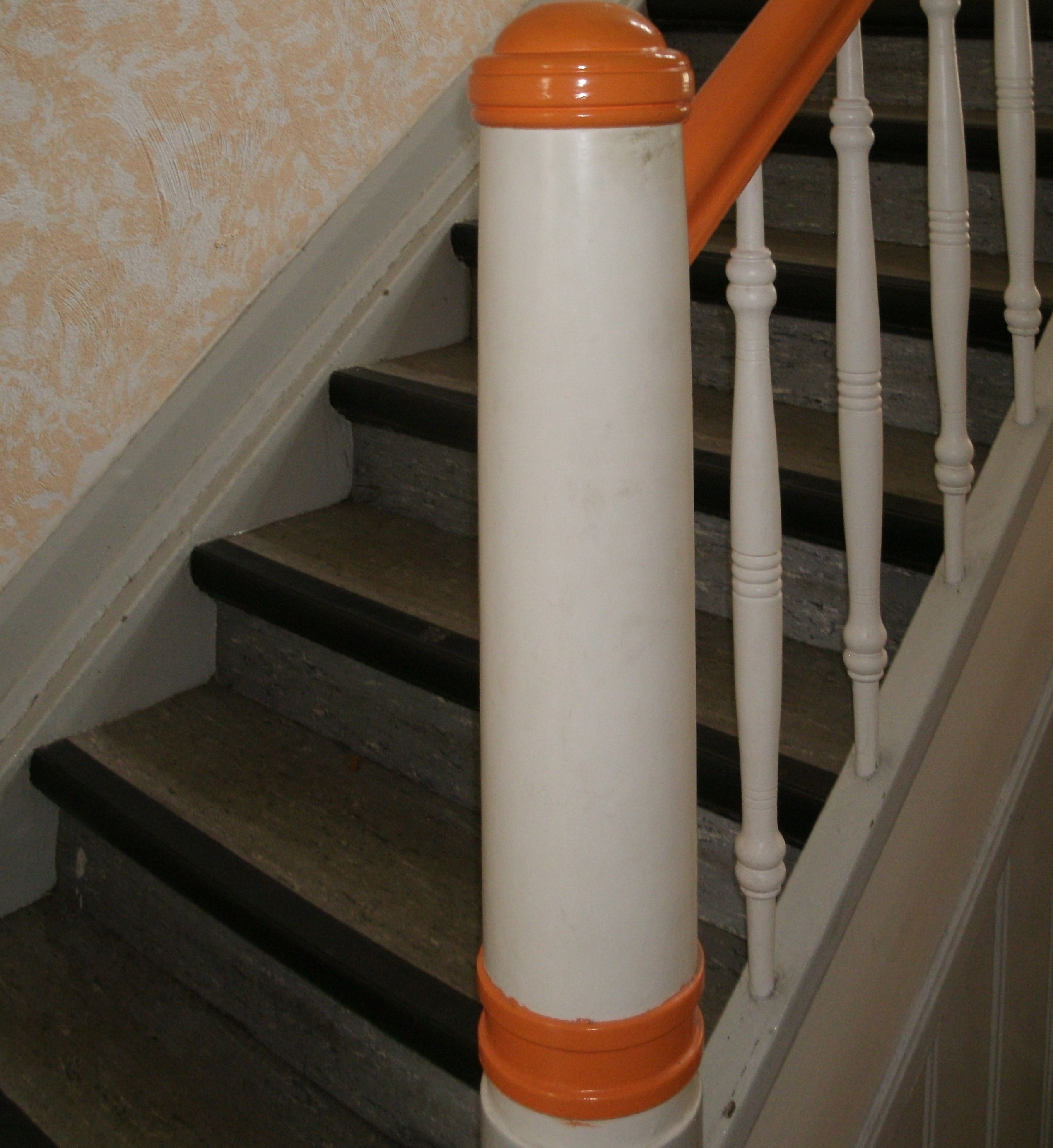
Antrittspfosten eines Holztreppengeländers von 1910

Ein Geländer ist eine Absturzsicherung oder ein Personenführungselement. Der obere Abschluss ist oft als Handlauf ausgeführt. Sehr massiv ausgeführte Geländer werden oft als Brüstung („Balkonbrüstung“) bezeichnet. Auch eine niedrige Mauer kann die Funktion eines Geländers einnehmen.

## Verwendung
Man findet Geländer an
- Gebäuden (an Balkonen, Dachgärten, Treppen, bei Fenstern mit niedrigen Brüstungen (unter 80 cm) oder auch vor raumhohen Glasfassaden).
- Verkehrsflächen (Fußgängerwege, Laderampen, Brücken, Böschungen, …)
- Fahrzeugen (auf Schiffen (siehe Reling), an LKWs (Silo-Sattelzügen), …)
- Industrieanlagen und Maschinen (an Kränen, Stegen, Rohrbrücken, Behältern, Silos, …)
- Sonderbauwerken (Brücken, Aussichtstürmen, …)
- Gerüsten
- anderen Absturzkanten (an befestigten Gewässer-Ufern, Geländesprüngen, …)
- an sonstigen technischen Einrichtungen (Aufzugskabinen aus Glas, Hebebühnen, …)

Geländer werden meist aus Holz oder Metall, seltener aus Kunststoff, Beton und anderen Materialien gefertigt. Es gibt dauerhaft befestigte Geländer und solche, die sich leicht demontieren lassen.

## Anforderungen
Geländer werden häufig als gestalterisches Element eingesetzt. Form und Gestaltung von gut sichtbaren Geländern haben oft einen großen Einfluss auf den Gesamteindruck eines Gebäudes oder einer Anlage, etwa im Falle von Fußgängerbrücken oder als Reling von Schiffen. 
Die Form der Geländer von Treppen in Gebäuden ist in Deutschland in der DIN-Norm 18065 „Gebäudetreppen“, in den Landesbauordnungen und in den Unfallverhütungsvorschriften (UVV) geregelt. Treppengeländer werden bei allen Treppen mit mehr als drei Stufen gefordert.
Der horizontale obere Abschluss des Geländers wird meist als Handlauf bezeichnet. Der Handlauf ist fest auf den senkrechten Geländerpfosten montiert, bei Ganzglasgeländer jedoch unmittelbar auf dem tragenden Sicherheitsglas. Zwischen den Geländerpfosten und dem Handlauf befinden sich die Füllungen (Platten, Glas, Lochblech, Draht, Seile oder andere Muster und Materialien) oder senkrechte Stäbe (mit maximal 12 cm Stababstand). In Gebäuden, wo sich Kinder aufhalten, sind Geländer so herzustellen, dass Kleinkinder ihre Köpfe und Knie nicht hindurchstecken und nicht hochklettern (überklettern) können.
Geländer aus Metall erhalten im Außenbereich Fugen zum Wärmedehnungsausgleich, die meist zugleich auch als Montagestöße fungieren.

### Höhe

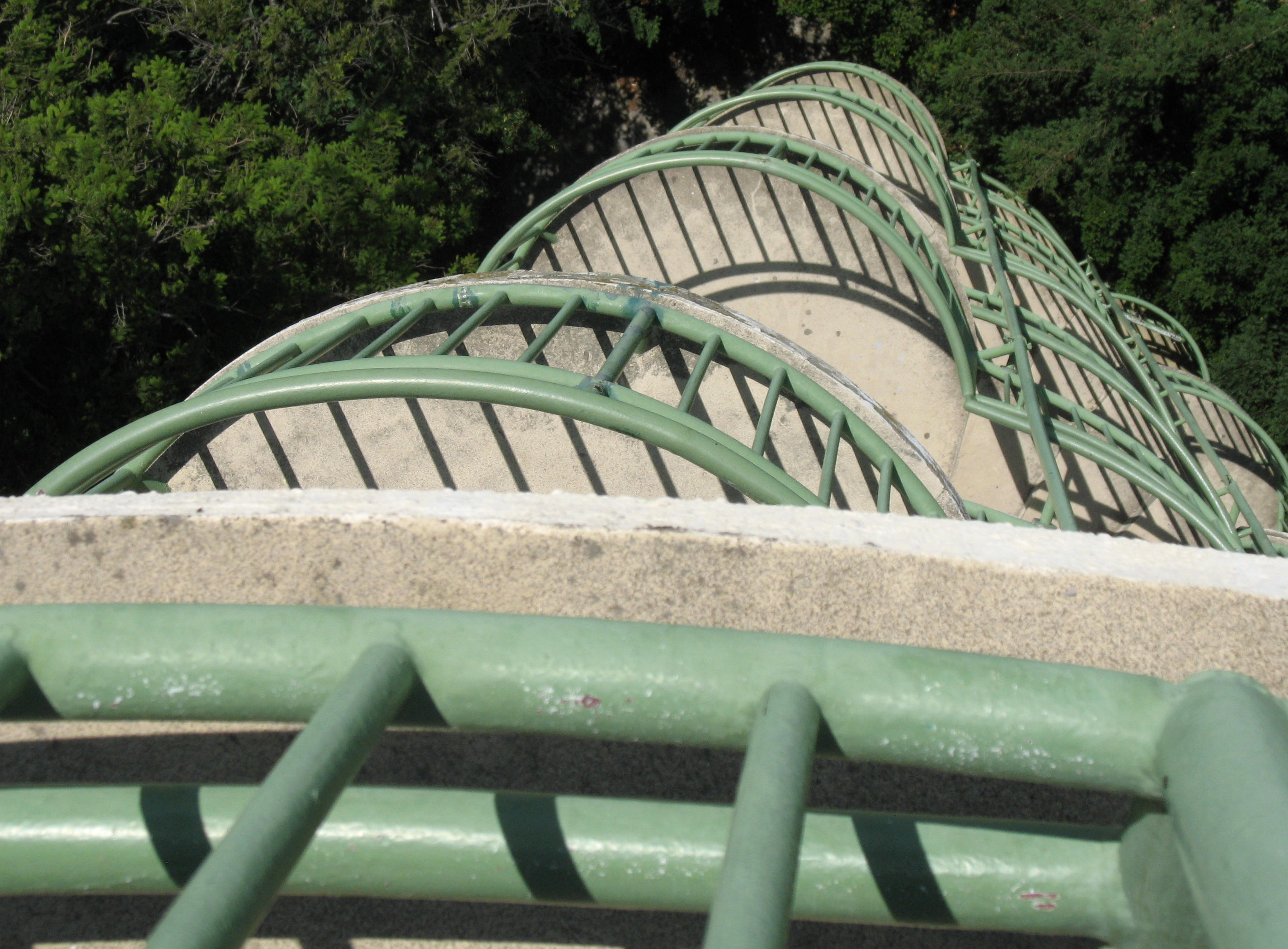
Geländer am Wiener Aussichtsturm Jubiläumswarte

Treppengeländer müssen als Absturzsicherung – über die Stufenvorderkante gemessen – mindestens 90 cm hoch sein (in Arbeitsstätten mindestens 100 cm). Bei Absturzhöhen von mehr als 12 m wird meist für alle Gebäude eine Höhe von mindestens 110 cm gefordert. Die einzelnen Bundesländer haben hierzu unterschiedliche Regelungen. In Baden-Württemberg ist eine Höhe von 90 cm auch über 12 m Absturzhöhe ausreichend.
Entlang von Radwegen ist in Deutschland laut den Empfehlungen für Radverkehrsanlagen eine Geländerhöhe von mindestens 1,3 m vorgesehen.
Wenn die Breite der Umwehrung (z. B. bei Rolltreppen) einen zusätzlichen Schutz gegen Absturz bietet, können o. g. Mindesthöhen entsprechend unterschritten werden.

## Sicherheitsaspekte
Ältere und schlecht befestigte Geländer können nachgeben, wenn sich eine Gruppe von Menschen am Geländer anlehnt.
Eine Schwächung des Materials kann durch Korrosion bei Metallen, Moderfäule bei Holz oder Versprödung bei Kunststoffen eintreten. Durch die Verwendung dauerhafter Korrosionsschutzsysteme wie einer Feuerverzinkung (gegebenenfalls mit zusätzlicher Beschichtung) oder die Verwendung von rostfreiem Stahl wird die Korrosionsneigung verringert.
Bei Brücken und einigen anderen Bauwerken schreibt die DIN 1076 jährliche Standsicherheits-Prüfungen vor, die auch die Überprüfung der Geländer einschließen.

### Statik
Während die Brüstungshöhe vom fertigen Fußboden aus gemessen wird, bemisst sich die für die Bemessung durch den Statiker (Tragwerksplaner) relevante Kragarmlänge des Geländers vom Befestigungspunkt des Geländers aus.
Soweit nicht ein Statiker die erforderlichen Pfostenabstände, Profilquerschnitte bzw. Materialstärken und Größen der Verbindungsmittel berechnet, werden diese durch Architekten, Bauschlosser oder Zimmerleute nach Tabellenwerten und Angaben in der Fachliteratur ermittelt.
Nach DIN EN 1991-1-1 bzw. DIN EN 1991-1-1/NA müssen neben dem Eigengewicht des Geländers auch Horizontal- und Vertikallasten berücksichtigt werden, die durch Windkraft und das Anlehnen von Personen entstehen. In der Norm werden für verschiedene Nutzungskategorien drei verschiedene Holmdrücke (Horizontallast in Höhe des Geländerholms) angegeben.
Für Wohnungen und Büros gilt eine Belastung von 0,5 kN/m (entspricht rd. 50 kg je Meter Geländer). In Versammlungs- und Verkaufsräumen sowie in Fabriken und Werkstätten sind es 1,0 kN/m, für Gebäude mit großen Menschenansammlungen (Konzertsäle oder Tribünen) 2,0 kN/m.
Die Lasten sind an der obersten Stelle des Geländers bzw. dem Handlauf anzusetzen.
Als horizontale Elemente von Geländern, die beispielsweise durch Fahrzeuganprall erhöhten Belastungen ausgesetzt sein können, werden neben Stahlrohren oder -profilen häufig auch vorgespannte Stahlseile eingesetzt, die auch verdeckt im Handlauf verlaufen können.
Für Geländer aus dem Katalog liegt in der Regel eine Typenstatik vor.

### Montage
Da das Versagen eines Geländers häufig zu erheblichen Personen- und Sachschäden führt, sollten Geländer nach Zulassung bemessen und befestigt werden.
Zur Verankerung von Geländerpfosten in einer Stahlbetonplatte dürfen im vorderen Randbereich nur risstaugliche, spannungsfreie bzw. spreizdruckfreie und bauaufsichtlich zugelassene Dübel aus Edelstahl V4A verwendet werden. Dies sind in der Regel zugzonentaugliche Klebeanker sowie Hinterschnittanker.
Korrosion durch Spannungsrisse und an Bauteilverbindungen sind grundsätzlich zu vermeiden. Zur Vermeidung einer Kontaktkorrosion dürfen zum Beispiel Edelstahl-Geländer keinen unmittelbaren Kontakt mit verzinkten Verbindungsmitteln haben.

## Bezeichnungen und Einteilung
Form

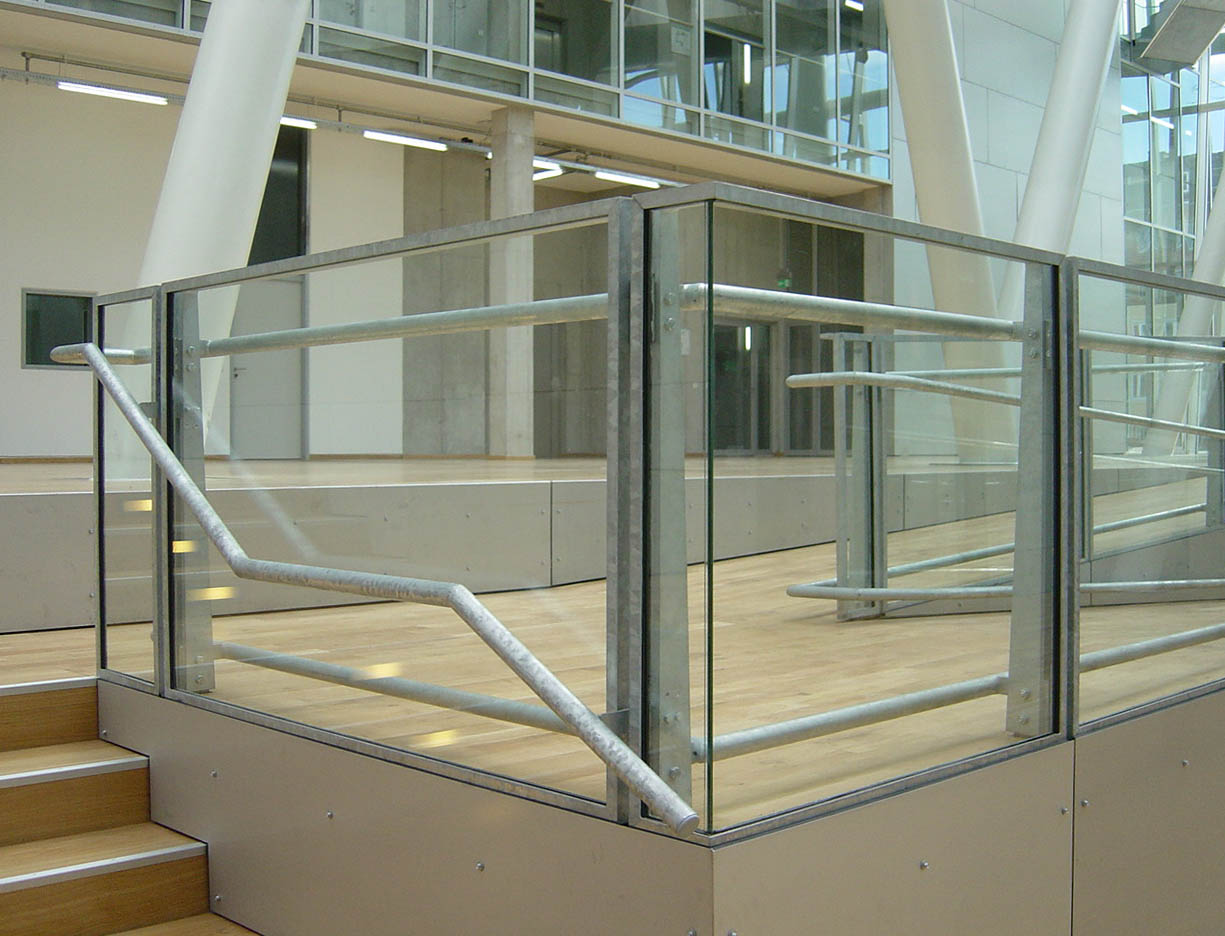
Geländer aus feuerverzinktem Stahl und Glas

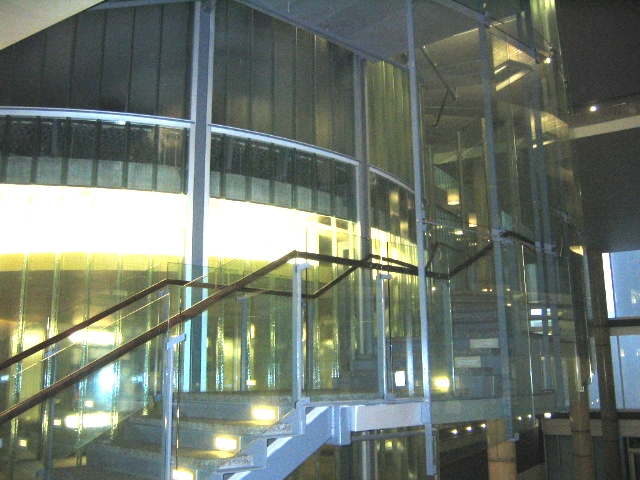
Treppengeländer mit Glasfüllung

- Handlauf mit Geländerfüllung, Füllstabgeländer, Knieleistengeländer, Geländer mit Verkleidung
- Stahlrohrgeländer, Stahlseilgeländer, Lamellengeländer, Glasgeländer, Stahlbetonfertigteil, (teilweise) gemauertes Geländer
- Füllung aus Platten, Glas, Lochblech, Draht, Gittern, Seilen

Herstellung
- individuell oder typisiert (Massenware)
- handwerklich gefertigt durch Steinmetze (Bildhauer), Maurer, Schmiede, Zimmerleute, Bauschlosser, Glaser, Tischler (Schreiner)
- industriell gefertigt durch Glas-, Metall-, Holz- oder Kunststoff-Betriebe

Material
- Glas, Seile, Gewebe, Asbestzement-Faserplatten, PVC-Wellplatten

Funktion
- Absturzsicherung, Wegführung, Ornament

### Ganzglasgeländer
Ganzglasgeländer, auch Nurglasgeländer, werden ohne weitere tragende Elemente wie Geländerstäbe oder -pfosten hergestellt. Ganzglasgeländer werden üblicherweise als an der Unterkante linienförmig eingespannte Platten aus mehrlagigem Sicherheitsglas ausgeführt. 
Um die Sicherheit der Konstruktion zu gewährleisten, sind die technischen Richtlinien für absturzsichernde Verglasung (TRAV) anzuwenden. Wird kein Bauprodukt mit Regelzulassung verwendet, ist der Nachweis der Einhaltung der TRAV zu erbringen und eine Zustimmung im Einzelfall (ZiE) zu beantragen.
Mit der Einführung der DIN 18008 existiert inzwischen eine Grundlage, um eine statische Berechnung von Gläsern durchführen zu können. Eine ZiE lässt sich dadurch in vielen Fällen vermeiden.
Geländer mit filigranen Tragprofilen und einer Absturzsicherung aus Glasscheiben, bei denen also lediglich die Zwischenelemente aus Glas bestehen, können optisch eine ähnliche Wirkung wie Ganzglasgeländer erzielen.

## Beispiele
- Kaiserpoller-Geländer, Magdeburg
- Stadtbahngeländer, Wien